# 小原國芳
小原國芳（1887年4月8日—1977年12月13日），日本教育家。他提出“全人教育”的理念，创办了玉川学园，并长期担任玉川大学的校长。

## 生平
1887年，小原國芳出生。1905年，小原國芳考入鹿儿岛县师范学校，1909年升入广岛高等师范学校。1913年，小原國芳被破格任命为香川师范学校教谕。1915年，小原國芳考入京都帝国大学。1918年，小原國芳出任广岛高等师范学校附属小学（现广岛大学附属小学）之理事。第二年，小原國芳辞职出任成城学園小学部主事。
在成城学園工作十年期间，小原國芳受到澤柳政太郎的器重，并提出“全人教育”的主张。但1927年泽柳政太郎逝世后，小原国芳发现成城学园日益脱离了原来的办学宗旨。1929年4月，小原國芳离开成城学园，创建了玉川学园。此后，他多次出国考察，实践教育改革，并将玉川学园将成由幼儿、小学、中学到大学的学科齐全的综合性学校。